# Reconhecimento internacional da independência da Abecásia e Ossétia do Sul
A declaração russa de reconhecimento das independências da Abecásia e da Ossétia do Sul se deu em 26 de agosto de 2008, quando o então presidente da Rússia, Dmitri Medvedev,  atual Vice-Presidente do Conselho de Segurança da Rússia, desde 2020, reconheceu oficialmente a independência das duas autoproclamadas repúblicas. Tanto a Abecásia (também chamada Abcásia, Abkházia; em inglês, Abkhazia) quanto a Ossétia do Sul são internacionalmente reconhecidas como partes da República da Geórgia, que não reconheceu nem aceita o movimento separatista dos abecásios e sul-ossetas. À época, a declaração agravou a crise entre Rússia e Geórgia, que no momento se encontravam em guerra.
Embora outros países, como Cuba, Tajiquistão e Bielorrússia, também tenham afirmado, em 2008, apoiar o reconhecimento vindo de Moscou das duas regiões separatistas, atualmente (em 2021), apenas 6 países-membros da ONU reconhecem a independência da Abecásia (Rússia, Nicarágua, Venezuela, Síria, Nauru e Vanuatu), enquanto são cinco os que reconhecem a Ossétia do Sul (todos os outros países que também reconhecem a Abecásia, com exceção de Vanuatu).
O Brasil, Portugal e os demais países lusófonos não reconhecem a Abecásia nem a Ossétia do Sul como países independentes, considerando-os, em vez disso, partes integrantes do território da Geórgia.

## Reconhecimento por país

Localização da Abecásia e da Ossétia do Sul (ambas hachuradas, entre a Rússia e a Geórgia)

Abecásia e Ossétia do Sul.
Estados membros da ONU que reconhecem a independencia tanto da Abecásia quanto da Ossétia do Sul.
Estados de fato que reconhecem a independencia tanto da Abecásia quanto da Ossétia do Sul.
Estados de fato que reconhecem apenas a independência apenas da Ossétia do Sul.
Estados que expressaram neutralidade, ainda não reconheceram mas possuem o interesse para tal, ou ainda declararam publicamente que não reconhecerão a independência da Abecásia e Ossétia do Sul.

### Países que reconheceram a independência dos dois territórios
- Rússia: Foi o primeiro a reconhecer os territórios em agosto de 2008, causando forte desgaste diplomático, principalmente com o Ocidente.[3]

- Nicarágua: Seguindo o polêmico exemplo da Rússia, a Nicarágua reconheceu a independência das regiões separatistas georgianas, e na noite de 2 de setembro, o presidente Daniel Ortega acusou Tbilisi de agir de forma "nazista" ao tentar reassumir o controle desses territórios com apoio dos EUA.[4]
- Venezuela: Após dar apoio à atitude russa e acusar os EUA de promover a guerra do Cáucaso,[5] a Venezuela reconheceu a independência das regiões.[6]
- Nauru - Em 16 de dezembro de 2009, Nauru reconheceu a independência da região.[7]
- Síria - Em 29 de maio de 2018, o governo de Bashar al-Assad reconheceu as duas regiões,[8] depois de em 2008 ter apoiado a posição russa.

### Países que reconheceram a independência da Abecásia e/ou a Ossétia do Sul, mas voltaram atrás em sua decisão
- Tuvalu: Tuvalu reconheceu a independência dos territórios em 18 de setembro de 2011.[9] Entretanto, voltou atrás com sua decisão, anulando o reconhecimento, em 31 de março de 2014. O motivo para tal reviravolta foi ocasionado porque Tuvalu e Geórgia assinaram um acordo sobre o estabelecimento de relações diplomáticas e consulares. O acordo estipulava que ambos os lados concordavam em desenvolver relações com base nos princípios da igualdade soberana, relações amigáveis e cooperação, integridade territorial, não violação de fronteiras e não interferência nos assuntos internos.[10][11]
- Vanuatu: Em 23 de maio de 2011, Vanuatu reconheceu a independência da Abecásia por conta do estabelecimento de relações diplomáticas a ambos.[12][13][14] Tal parceria não se repetiu em relação a Ossétia do Sul, por tanto, não houve reconhecimento por parte de Vanuatu nesse caso. Em 2013, a Geórgia e Vanuatu assinaram um acordo sobre o estabelecimento de relações diplomáticas e consulares, que afirmava que "a República de Vanuatu reconhece a integridade territorial da Geórgia dentro de suas fronteiras internacionalmente reconhecidas, incluindo suas regiões - a República Autônoma da Abkhazia e a região de Tskhinvali/Ossétia do Sul."[15] Em março de 2019, o ministro das Relações Exteriores de Vanuatu, Ralph Regenvanu, reiterou em Tbilisi que o país reconhece a integridade territorial da Geórgia, incluindo os territórios da Ossétia do Sul e da Abkhazia. Regenvanu disse: "Vanuatu sempre reconheceu a integridade territorial da Geórgia. Em 2011 tivemos um ministro que expressou uma posição diferente. Na minha opinião, ele foi influenciado por certos indivíduos e reconheceu a independência da Ossétia do Sul e da Abkhazia. Sua decisão não foi uma posição oficial do Estado".[16][17]

### Países neutros
- Brasil: O ministro das relações exteriores, Celso Amorim, declarou a neutralidade brasileira e disse que o país está analisando tudo cuidadosamente.[18]
- China: A China declarou grande preocupação com a situação. Analistas acreditam que o país vá apoiar a Rússia na independência.[19]
- México: O governo mexicano expressou grande preocupação com a situação e pediu que ela seja resolvida de maneira pacífica, de acordo com as regras da ONU.[20]
- Vietname: O país disse que o melhor modo para se resolver isso é "com uma política consistente para promover uma resolução pacífica de acordo com os princípios básicos da ONU." [21]

### Países que se opuseram expressamente ao reconhecimento da Abecásia e da Ossétia do Sul
- Alemanha: A chanceler alemã, Angela Merkel, considerou "absolutamente inaceitável" e "contrário ao direito internacional" o reconhecimento russo.[22]
- Canadá: O ministro das relações exteriores, David Emerson, declarou que o Canadá demonstra preocupação em relação ao reconhecimento da independência das repúblicas, e que apoia a integridade territorial da Geórgia.[23]
- Costa Rica: Numa reunião do Conselho de Segurança das Nações Unidas a respeito da situação na Geórgia, o embaixador costa-riquenho se referiu às ações russas como o desmembramento de um Estado-membro da ONU pela força.[24]
- Dinamarca: O país declarou incondicional apoio à integridade territorial da Geórgia.[25]
- Estados Unidos: A chefe da diplomacia norte-americana, Condoleezza Rice, por seu lado, considerou "extremamente infeliz" o reconhecimento, afirmou também que os Estados Unidos continuam a considerar a Abecásia e a Ossétia do Sul como "parte (integrante) das fronteiras da Geórgia internacionalmente reconhecidas" e que usarão o seu poder de veto no Conselho de Segurança da ONU para bloquear qualquer tentativa russa de alterar esse estatuto.[22]
- Estónia: A Estónia condenou firmemente a Rússia, dizendo que o país atrapalhou "a estabilidade regional da Europa e que a Estónia, como toda a OTAN e a União Europeia apoiam firmemente a integridade territorial georgiana".[26]
- França: A França, que ocupava no segundo semestre de 2008 a presidência da UE, havia classificado anteriormente de "decisão lamentável" o reconhecimento pela Rússia desta independência e lembrou seu "respeito à integridade territorial" da Geórgia.[27]
- Israel: O país informou que "reconhece a integridade territorial da Geórgia." [28]
- Geórgia: A Geórgia condenou a  Rússia firmemente pelo feito e rompeu as relações diplomáticas com o país, fechando suas embaixadas e chamando os embaixadores de volta.[29]
- Japão: O então primeiro-ministro do pais, Taro Aso, disse que o Japão está preocupado e afirmou que a Rússia deve se responsabilizar pelos ocorridos.[30]
- Moldávia: Por conta de seus interesses na região da Transnístria o governo do país afirmou que não reconhecerá as regiões.[31]
- Portugal: O país declarou o seu "total apoio à integridade territorial da Geórgia", rejeitando de forma alguma o reconhecimento das regiões.[32]
- Espanha: A Espanha, que também tem problemas separatistas, rejeita firmemente o reconhecimento das regiões e dá "total apoio à integridade territorial da Geórgia." [33]
- Reino Unido: O primeiro-ministro britânico disse: "Nós estamos pedindo um cessar-fogo imediato para o confronto na Ossétia do Sul e pedindo uma retomada direta do diálogo entre as partes." [34]
- Chéquia: O país, que presidiu à UE no primeiro semestre de 2009, apoia a integridade territorial da Geórgia e a reconstrução de todo o país durante a reunião de cúpula comunitária extraordinária que será realizada.[35]
- Sérvia: O presidente Boris Tadić disse: "A Sérvia não vai reconhecer os denominados novos países." [36]

### Organizações internacionais
- OTAN: O secretário-geral da OTAN, Jaap de Hoop Scheffer, rejeitou o reconhecimento das regiões separatistas.[22]